# Jackie e Jeff Filgo
Jackie (...) e 
Jeff Filgo (...) sono una coppia di sceneggiatori e scrittori televisivi statunitensi..

## Biografia
In televisione, i loro lavori includono Ink, l'adattamento statunitense di Men Behaving Badly, That '70s Show, Happy Hour (di cui anche creatori), La complicata vita di Christine, Hank, e Papà a tempo pieno.
Per quanto riguarda i film, hanno co-sceneggiato Diario di una schiappa (2010) e scritto la sceneggiatura per Take Me Home Tonight (2011), con protagonista Topher Grace, con cui avevano precedentemente lavorato in That '70s Show.